# Marlène Schiappa

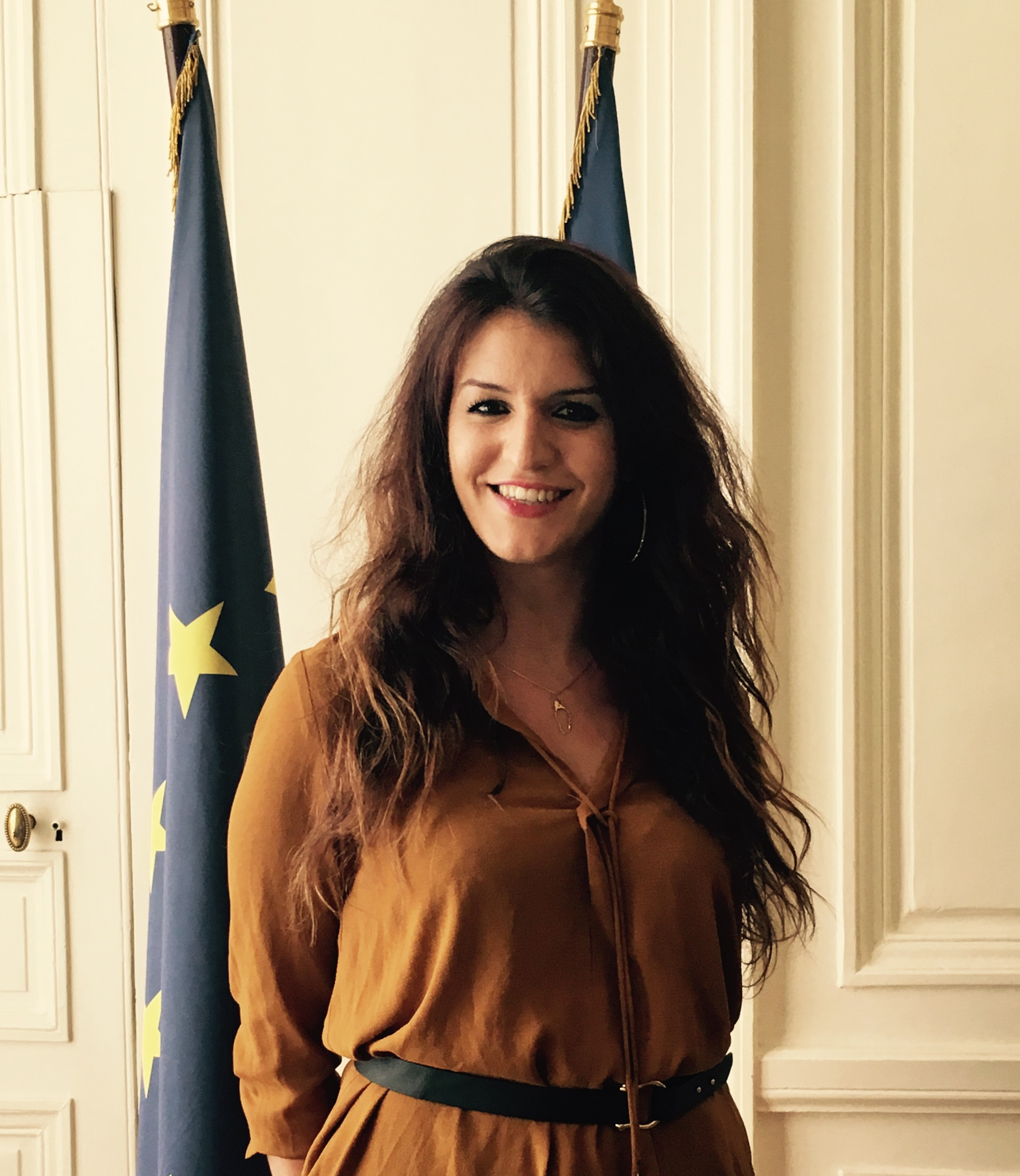
Marlène Schiappa

Marlène Schiappa (Parijs, 18 november 1982) is een Franse politica en schrijver.

## Levensloop
Marlène Schiappa is de dochter van Jean-Marc Schiappa en van Catherine Gouget-Marchi. Ze is gediplomeerd in aardrijkskunde en in communicatie.
Schiappa creëerde in 2007 een webzine onder de naam Lespasionarias.
Ze was ook redactrice voor de Neuilly-Bondy-Blog en adjunct-hoofdredactrice voor Business-Blondy-Blog.
In 2008 begon ze een blog onder de titel Maman travaille (Mama werkt) die snel succes had, met circa 8.000 bezoekers per dag. In 2009 kwam daar nog een blog bij onder de titel Jaime-ma-famille. Ze schreef vervolgens verschillende werken die handelden over de verzoening van professioneel leven en moederschap.
De blog evolueerde tot een vereniging ter bevordering van de gelijkheid tussen de ouders en de verzoening van persoonlijk en professioneel leven.
Ze was met Maman travaille aan de oorsprong van de Pacte Transparence Crèches, in december 2015 onder meer ondertekend door de burgemeesters Alain Juppé, Anne Hidalgo en Jean-Claude Boulard. De bedoeling ervan is meer openheid te brengen in de wijze waarop plaatsen in crèches worden toegekend, dankzij transparantere criteria.

## Politiek
In 2001 was ze kandidate bij gemeenteraadsverkiezingen in Parijs, maar werd niet verkozen.
In 2014 nam ze deel aan de gemeenteverkiezingen in Le Mans, op een linkse lijst aangevoerd door de maire van de stad. Ze werd verkozen en aangesteld als adjointe au maire, belast met de gelijkheid, de strijd tegen discriminaties en de toepassing van het holebicharter.
In mei 2014 stichtte ze, met Assia Benziane, adjunct-maire in Fontenay-sous-Bois, de beweging Mouvement des élu-e-s français-es pour l'égalité (MEFE).
In 2015 nam ze deel aan de verkiezingen voor het departement van de Sarthe onder de vlag La Sarthe à gauche. Haar lijst behaalde 43,1 % van de stemmen, maar werd verslagen.
Ze was tot juni 2016 kabinetslid bij Laurence Rossignol, minister voor de families, de kinderen en de vrouwenrechten in de regering-Valls II.
In de aanloop tot de presidentsverkiezingen van 2017 koos ze partij voor Emmanuel Macron, en nam actief deel aan de kiescampagne. Op een aantal meetings (Lyon, Angers, Bastia, Le Mans) trad ze op als inleidster voor de kandidaat en werd binnen En Marche verantwoordelijke voor de werkgroep gelijkheid man-vrouw. Ze werd ook lid van de commissie belast met het aanduiden van kandidaten voor de parlementsverkiezingen, onder het voorzitterschap van Jean-Paul Delevoye.
Op 17 mei 2017 werd ze benoemd tot staatssecretaris voor de gelijkheid tussen man en vrouw in de regering-Philippe I. Bij de vorming van de regering-Jean Castex op 6 juli 2020 werd zij benoemd tot vice-minister van burgerschap, onder de nieuwe minister van Binnenlandse Zaken Gérald Darmanin.

## Publicaties
- J’aime ma famille, illustraties door Pacco, Parijs, Robert Laffont, en Marabout, 2010.
- Osez l'amour des rondes, La Musardine, 2010.
- Maman travaille, le guide, Editis First, 2011.
- Je reprends le travail après bébé, Tournez la page, 2012.
- Le Dictionnaire déjanté de la maternité, Éditions Michalon, 2013.
- Éloge de l’enfant roi, Bourin éditeur, 2013.
- Les 200 Astuces de Maman travaille, Editions Leducs, 2013.
- Le Guide de grossesse de Maman travaille, Ed. Leducs, 2014.
- Pas plus de 4 heures de sommeil (roman), Parijs, Stock, 2014.
- (met Cédric Bruguière) J’arrête de m’épuiser, Eyrolles, 2015.
- (met Cedric Bruguière) Plafond de mère - les mécanismes qui freinent la carrière des femmes, Eyrolles, 2015.
- Marianne est déchaînée, roman, Parijs, Stock, 2016.
- (directie van:) Lettres à mon utérus, La Musardine, 2016).
- Femmes de candidats, Bourin, 2017.
- Où sont les violeurs ? Essai sur la culture du viol, L'Aube, 2017.
- Les lendemains avaient un goût de miel, roman, uitg. Charleston, 2017.

## Polemieken
- Haar boek Osez l'amour des rondes werd bekritiseerd in feministische milieus als seksistisch en anti-zwaarlijvigen.
- In juli 2014 publiceerde ze een artikel in The Huffington Post waarin ze zich keerde tegen het verbod op uitwendige religieuze tekenen op school en meer bepaald op het verbieden van hoofddoeken bij de wachtende moeders aan de schooluitgangen.
- In 2016 keerde ze zich tegen het uitzenden op televisie van katholieke religieuze plechtigheden.
- Bij haar benoeming tot staatssecretaris werd eraan herinnerd dat ze in haar boek Maman travaille uitleg gaf hoe men bij de sociale zekerheid kon frauderen.

## Voetnoten
1. ↑  "Marlene Schiappa : J'aime-ma-famille",
2. ↑  "Livret de famille".  Gearchiveerd op 5 april 2023.
3. ↑   "Les femmes toute une histoire de Maman-travaille",
4. ↑  Openheid over de plaatsing in crèches
5. ↑  « Nous créons le Mouvement des Élu-es françaises pour l'égalité ». Gearchiveerd op 14 april 2022.

- Biblioteca Nacional de España: XX5525482
- Bibliothèque nationale de France: cb16210274n (data)
- Gemeinsame Normdatei: 1082398152
- International Standard Name Identifier: 0000 0000 8066 1431
- Library of Congress Control Number: no2012016877
- Nationale Bibliotheek van Tsjechië: xx0195666
- Nederlandse Thesaurus van Auteursnamen: 381333221
- Réseau des bibliothèques de Suisse occidentale: 02-A017592009
- Système universitaire de documentation: 163989443
- Semantic Scholar: 120223644
- Virtual International Authority File: 122219602
- WorldCat: E39PCjvdBkJQ8mcMJXmwmYKBMX